# Waliszewo (powiat policki)
Waliszewo (do 1945 niem. Wilhelmshöhe) – opuszczona osada w północno-zachodniej Polsce, położona w województwie zachodniopomorskim, w powiecie polickim, w gminie Kołbaskowo. Osada znajdowała się 1,5 km na płd.-wsch. od Siadła Górnego, 250 m na płd. od autostrady A6. Ok. 400 m na płn.-wsch. od osady znajduje się Wzgórze Widokowe nad Międzyodrzem.

## Historia
Osada powstała w połowie XIX w. jako folwark majątku rycerskiego Przecław. W 1864 do folwarku należało 217 mórg ziemi, w tym 130 mórg ziemi uprawnej i 48 mórg łąk. Do osady zaliczano także cegielnię znajdującą się 400 m na płd.-wsch. od zabudowań Waliszewa, nad brzegiem kanału łączącego się z Odrą. W 1939 w osadzie mieszkało 20 osób. Osadę i cegielnię zniszczono całkowicie w trakcie walk wojennych w kwietniu 1945 i nie odbudowano.
Nazwę Waliszewo wprowadzono urzędowo w 1947 roku.